# Katczal
Katczal (hi: कत्चल, Katczal: तिहन्यु) – wyspa w archipelagu Nikobary, leżącym we wschodniej części zatoki Bengalskiej. Wchodzi w skład dystryktu Nikobary w terytorium związkowym Andamany i Nikobary. Według danych z 2011 roku populacja wyspy wynosi 2685 osób

## Opis
Wyspa ma powierzchnię 174,4 km² i jest położona 4 km na północny wschód od wyspy Nancowry i wyspy Kamorta. Najwyższy punkt wyspy wynosi 227 m. n. p. m. i jest położony w centralnej części wyspy.